# Elecciones generales de Lesoto de 1998
Las elecciones generales se llevaron a cabo en Lesoto el 24 de mayo de 1998, menos en la circunscripción de Moyeni, en la cual la votación fue pospuesta hasta el 1 de agosto por el fallecimiento de uno de los candidatos. El resultado fue una total victoria del nuevo partido, Congreso por la Democracia de Lesoto, liderado por Pakalitha Mosisili, que obtuvo mayoría absoluta con 79 de los 80 escaños. El escaño restante fue para el Partido Nacional Basoto. De los 1.017.753 votantes registrados, 593.955 votaron.

## Resultados
| Partido                                | Votos   | %    | Escaños | +/-   |
| -------------------------------------- | ------- | ---- | ------- | ----- |
| Congreso por la Democracia de Lesoto   | 359,764 | 60.7 | 79      | Nuevo |
| Partido Nacional Basoto                | 145,210 | 24.5 | 1       | +1    |
| Partido del Congreso de Basutolandia   | 62,313  | 10.5 | 0       | -65   |
| Partido de la Libertad Marematlou      | 7,546   | 1.3  | 0       | 0     |
| Unión Democrática de Sefate            | 3,160   | 0.5  | 0       | Nuevo |
| Frente Popular por la Democracia       | 3,077   | 0.5  | 0       | 0     |
| Partido Progresista Nacional           | 2,897   | 0.5  | 0       | Nuevo |
| Partido Nacional Independiente         | 1,644   | 0.3  | 0       | 0     |
| Partido del Congreso por la Democracia | 1,185   | 0.2  | 0       | Nuevo |
| Partido Kopanang Basoto                | 174     | 0.0  | 0       | 0     |
| Partido de la Educación de Lesoto      | 92      | 0.0  | 0       | 0     |
| Independientes                         | 6,536   | 1.1  | 0       | 0     |
| Total                                  | 595,955 | 100  | 80      | +15   |
| Fuente: Nohlen et al.                  |         |      |         |       |